# Ричард III
Ри́чард III (англ. Richard III; 2 октября 1452, замок Фотерингей — 22 августа 1485, Босвортское поле, Лестершир) — король Англии с 1483 года из династии Йорков, последний представитель мужской линии Плантагенетов на английском престоле. В битве при Босворте (1485) потерпел поражение и был убит. Один из трёх королей Англии, погибших в бою (после Гарольда II, убитого при Гастингсе в 1066 году, и Ричарда I Львиное Сердце, погибшего в 1199 году во время осады замка Шалю-Шамброль).

## Биография

### Детство
Ричард родился 2 октября 1452 года в замке Фотерингей в Нортгемптоншире. Ричард был представителем династии Йорков — одной из двух ветвей династии Плантагенетов, боровшихся за английский трон в период войн Алой и Белой роз. Он был одиннадцатым ребёнком и четвёртым сыном герцога Ричарда Йоркского и Сесилии Невилл, дочери 1-го графа Уэстморлендского, младшим братом короля Эдуарда IV. Ребёнок был слабым и хворым. На это время пришлось очередное обострение отношений между Ричардом Йоркским и королём Генрихом VI, так что родители мальчика проводили большую часть времени в своих владениях на границе с Уэльсом, в замках Ладлоу и Вигмор, иногда ненадолго приезжая в Нортгемптоншир.

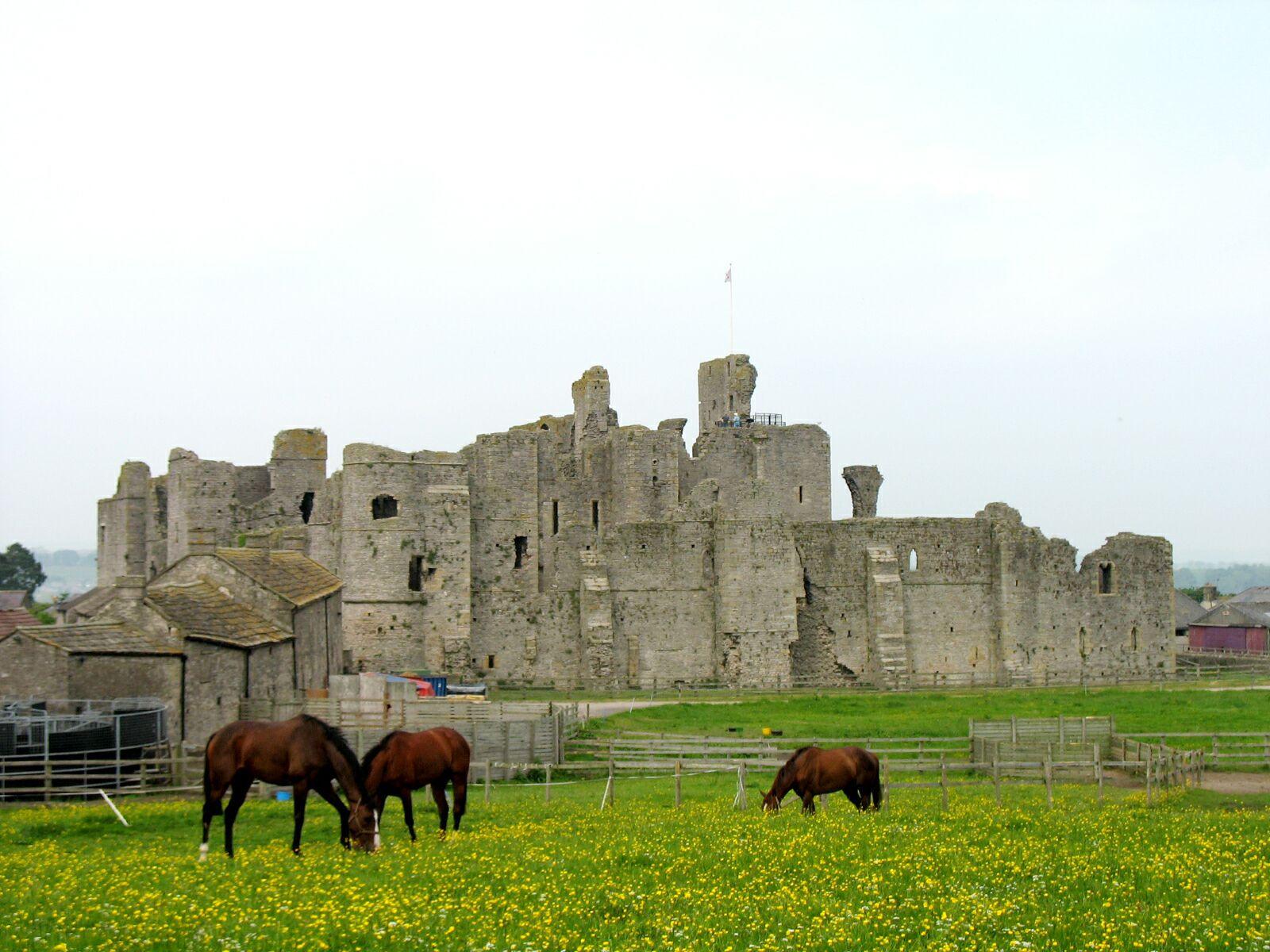
Руины замка XII века Замок Мидлхем в Уэнслидейл, где рос Ричард

До 1459 года Ричард жил в Фотерингее в компании одного из старших братьев — Джорджа — и одной из сестёр, Маргариты. Наконец, герцог Йоркский приказал привезти его в Ладлоу, где семилетний мальчик впервые увидел старших братьев — Эдуарда и Эдмунда. 30 декабря 1460 года его отец был убит в битве при Уэйкфилде.
В 1461 году, когда Эдуард IV был провозглашён королём, 9-летний Ричард, его брат, получил титул герцога Глостерского. Возмужав, он преданно служил Эдуарду IV, принимал участие в сражениях, вместе с ним в 1470—1471 годах бежал во Фландрию и вернулся, участвовав в битвах при Барнете и Тьюксбери. Получил от короля множество званий и владений, большую часть времени проводил в замке Мидлхем в Йоркшире, правя северной Англией. 12 июня 1482 года он был назначен командующим армией, которую Эдуард IV послал в Шотландию.
Когда умер Эдуард IV (9 апреля 1483 года), Ричард стоял с войском на шотландской границе (указом короля он был назначен лордом-протектором королевства и опекуном принца). Родственники королевы провозгласили королём старшего сына умершего короля, Эдуарда V, двенадцатилетнего мальчика — с тем, чтобы регентство принадлежало его матери, Елизавете. Её партия встретила сильных противников в лице влиятельных феодальных магнатов лорда Гастингса и герцога Бекингема, предложивших Ричарду регентство согласно завещанию Эдуарда IV.
Королева Елизавета укрылась в Вестминстерском аббатстве. Ричард принёс клятву верности Эдуарду V и приказал чеканить монеты с его изображением, но перед этим арестовал по обвинению в заговоре его брата по матери лорда Грея и дядю барона Риверса, чтобы оградить ребёнка от влияния родни, и казнил их. 4 мая 1483 года он въехал в Лондон и занялся подготовкой к коронации племянника.
Однако вскоре Роберт Стиллингтон, епископ Батский, сообщил Тайному совету о том, что Эдуард IV в своё время заключил брачный контракт с леди Элеонорой Батлер, дочерью первого графа Шрусбери, и эта помолвка не была расторгнута к моменту венчания Эдуарда IV с его подданной Елизаветой Вудвилл. Таким образом, маленький король Эдуард V вдруг оказался рождённым в незаконном браке. Петиция парламента (хотя и собранного не полностью) и жителей Лондона предложила освободившийся престол Ричарду как единственному законному наследнику брата. Эдуард Плантагенет, 17-й граф Уорик, сын Джорджа, герцога Кларенса, среднего брата Эдуарда IV и Ричарда Йоркского, принадлежавший к следующей по старшинству ветви Йоркской династии, отстранялся от престолонаследия как сын человека, казнённого за государственную измену. Неизвестно, был ли Ричард инициатором этого разоблачения и знал ли о нём вообще, но поначалу, приехав с севера с небольшой свитой, он вёл себя так, как будто ничего не ведал.
Его бывший сторонник Гастингс, перешедший на сторону Елизаветы и Эдуарда V и принявший участие в заговоре против Ричарда, был обвинён в измене и казнён.
26 июня Ричард согласился стать королём. 6 июля 1483 года он торжественно короновался и велел освободить всех заключённых из темниц.
Созванный новым королём позже, в январе 1484 года, парламент издал билль Titulus Regius (Титул короля), подтверждающий лишение детей Эдуарда IV прав на трон за внебрачное происхождение. Впрочем, подобное решение парламента было вполне отменяемым и не закрывало принцам дорогу к престолу: королевы Мария и Елизавета Тюдор, точно так же лишённые парламентом прав на наследование короны решениями от 1534 и 1536 гг., потом благополучно взошли на английский престол.

### Годы правления Ричарда III

Витраж в замке Кардифф с изображением Ричарда и его жены Анны Невилл

Сразу же после коронации Ричард объявил, что он намерен объехать своё государство: народ везде встречал его изъявлениями преданности.
Объявленные бастардами сыновья Эдуарда IV были помещены в Тауэр, который тогда был не столько тюрьмой, сколько просто одной из королевских резиденций. Дальнейшая их судьба неизвестна.
Сам факт существования сыновей покойного короля, способных, повзрослев, сразиться за свои права, очень мешал Ричарду. Все предыдущие свергнутые английские короли (Эдуард II, Ричард II, Генрих VI) были убиты теми, кто занял их трон. Во всяком случае, контроль над Тауэром был в руках нового короля, а с лета 1483 года на людях устранённые им от власти племянники действительно больше не появлялись, и пошли слухи об их убийстве дядей.

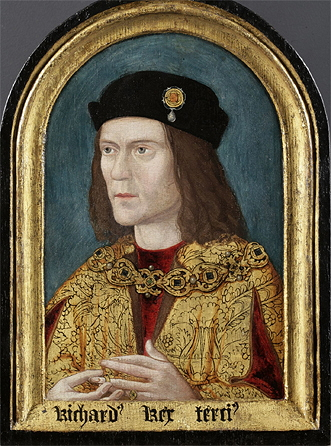
Самый ранний из сохранившихся портретов Ричарда III, 1520-е годы

Однако существуют и альтернативные гипотезы, приписывающие убийство принцев кому-то из противников Ричарда, например, поссорившемуся с Ричардом и взбунтовавшемуся против него в 1483 году герцогу Бекингему или даже самому Генриху Тюдору после захвата им власти в 1485 году. Их аргументируют тем, что мать мальчиков Елизавета Вудвилл примирилась с Ричардом после его коронации, получала от него пенсию и бывала с дочерьми у него при дворе, а также звала своего первого сына маркиза Дорсета вернуться в Англию (что, скорее всего, свидетельствует, что она не считала Ричарда убийцей). Существуют и архивные счета, из которых явствовало, что деньги на одежду и питание для некого очень важного незаконного сына (возможно, имелся в виду именно Эдуард V) выделялись казной, последняя такая запись обнаружена от 9 марта 1485 года.
В 1674 году в ходе земляных работ в Тауэре под фундаментом одной из лестниц были обнаружены человеческие кости. Было объявлено, что останки принадлежат некогда пропавшим принцам, убитым жестоким дядей Ричардом. Их с почестями похоронили в Вестминстерском аббатстве. В 1933 году могила была вскрыта для научной экспертизы, которая подтвердила, что кости, судя по зубам, действительно принадлежали двум детям лет 11-12 и 8-9 лет. Впрочем, эти останки могут принадлежать и не принцам, современной генетической экспертизы их не проводилось, британское правительство не даёт согласия на проведение повторной эксгумации.
Герцог Бекингем удалился от короля и стал строить планы его свержения. Елизаветой Вудвилл был составлен проект выдать старшую дочь Эдуарда IV, Елизавету, за молодого Генриха Тюдора, графа Ричмонда, который был внебрачным потомком герцогов Ланкастерских. В октябре 1483 года враги короля одновременно подняли восстание в нескольких графствах. Неизвестно, действовали ли они в пользу малолетнего свергнутого Эдуарда, добивались ли престола для герцога Бекингема, вельможи королевской крови, или действовали в пользу Генриха Тюдора (как утверждали позже при Тюдорах). Ричард сначала очень встревожился, но потом быстрыми и энергичными мерами постарался восстановить спокойствие. Он назначил большую награду за головы мятежников. Солдаты Бекингема разбежались ещё до начала сражения. Он сам был схвачен и 2 ноября обезглавлен в Солсбери. Маркизу Дорсету, епископу Джону Мортону и другим вождям мятежников удалось бежать во Францию, а Маргарита Бофорт, мать Ричмонда, была отдана Ричардом под ответственность своего второго мужа, лорда Стэнли (тоже оказавшегося впоследствии вероломным). Но и после этого положение Ричарда оставалось непрочным.
Энергичный администратор, Ричард III расширил торговлю, реорганизовал войско, произвёл улучшения в судопроизводстве, был покровителем искусств, особенно музыки и архитектуры. Во время своего царствования он провёл ряд популярных в народе реформ: в частности, Ричард упорядочил судопроизводство, запретил насильственные поборы (т. н. «добровольные пожертвования» или «беневоленции»), вёл политику протекционизма, укрепляя тем самым экономику страны.
В апреле 1484 года неожиданно умер сын Ричарда III, наследный принц Эдуард, и Ричард объявил своим наследником Джона де ла Поля, графа Линкольна — сына сестры Ричарда Елизаветы и герцога Саффолка. Графу Линкольну было 20 лет, он уже успел проявить себя как полководец, в частности, активно участвовал в подавлении восстания Бекингема.
В 1485 году скончалась жена Ричарда — Анна. Короля подозревали в убийстве жены с целью жениться на родной племяннице, старшей дочери Эдуарда IV Елизавете (несмотря на то, что Анна давно болела туберкулёзом и умерла от него же, что было хорошо известно в окружении королевы). Ричард публично опроверг все слухи в речи, обращённой к магистратам Лондона, и приказал арестовывать клеветников. Сразу же в Португалию было отправлено предложение о браке между Ричардом и Жуаной Португальской, сестрой короля Жуана II, происходившей по женской линии от дома Ланкастеров, а также между дочерью Эдуарда IV Елизаветой и кузеном португальского короля, однако переговоры затянулись до битвы при Босворте.

### Гибель

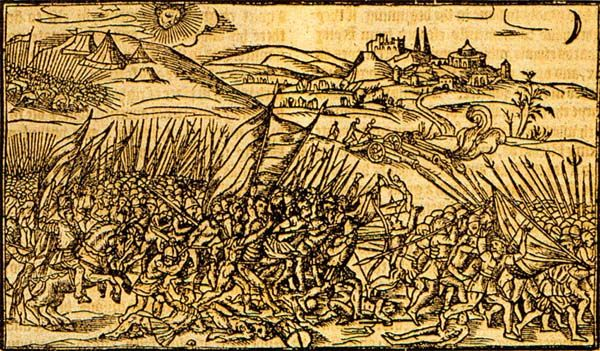
Битва при Босворте, 1485 год

Претензии Генриха Тюдора, как и других Ланкастеров, на английский трон поддерживала Франция. Генрих Тюдор высадился в Уэльсе с данным регентом Франции отрядом от 2000 до 3600 французских пехотинцев и трёх-пяти сотен шотландцев 1 августа 1485 года, число его сторонников росло. У Генриха не было военного опыта, и командиром его армии стал старый опытный полководец Ланкастеров граф Оксфорд. К нему перешли многие приверженцы Ричарда[кто?].
Ричард встретил войско Генриха 22 августа близ городка Босворта. У Генриха было меньше войск, но он успел занять более выгодную позицию. Как только он объявил о своём намерении противостоять Ричарду, он получил заверения в преданности от своих земляков в Уэльсе. Когда он подошёл к Босвортскому полю, численность его армии удвоилась и достигла 5-6 тысяч человек, немалую часть которых составили его соотечественники валлийцы. Но и это не гарантировало успех. Возможно, у Ричарда было мало друзей, но он собрал армию, насчитывающую, вероятно, около 8 тысяч воинов, правда, неопытных и недостаточно профессиональных по сравнению с дисциплинированными и опытными французскими солдатами Тюдора, применявшими новую континентальную тактику боя с пикой и сразу начавшими теснить англичан.
Измена лорда Стэнли, отчима Генриха, который перешёл на сторону мятежников в самый последний момент, сделала поражение Ричарда неизбежным. Смерть одного из военачальников гарантировала бы другому победу в битве. Ричард в окружении восьмисот всадников королевской гвардии попытался врезаться в каре пехотинцев, окружавших Генриха. Но, уже зарубив его знаменосца и находясь вблизи от самого Генриха, отряд Ричарда был отброшен неожиданным вмешательством лорда Стэнли, который бросил против Йорка более двух тысяч рыцарей. Люди Ричарда предложили королю своих лошадей, чтобы бежать, но он отказался. Когда все его рыцари пали, Ричард отбивался в одиночку, пока не был убит. После этого сражение завершилось за считанные минуты, так как королевская армия расстроила свои ряды и бежала.

## Захоронение Ричарда III

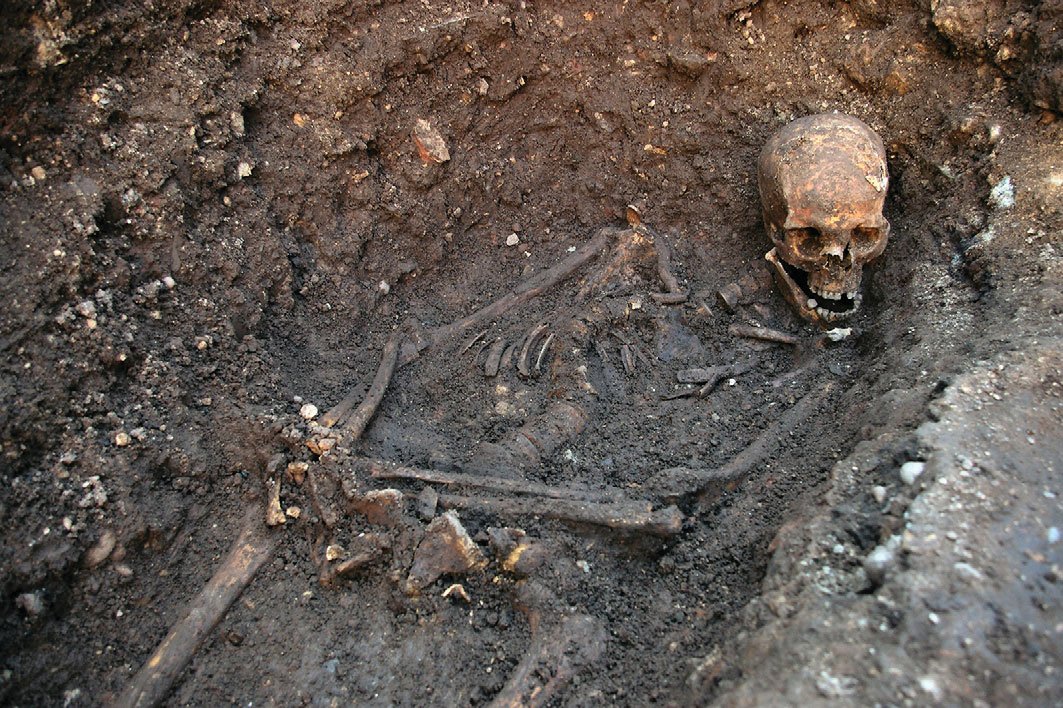
Останки Ричарда III

После этого труп Ричарда Третьего раздели и выложили на площади Лестера, чтобы народ убедился, что он действительно погиб, а затем без особых почестей похоронили в церкви монастыря Грейфрайерс (то есть францисканцев). Во время английской реформации, во времена Генриха VIII, сына и наследника врага Ричарда, Генриха VII, монастырь в Лестере наряду со многими другими был разрушен, а останки Ричарда, как считалось, выброшены в реку Суар. Существовала однако и другая версия, согласно которой на территории упразднённого монастыря был разбит сад, а над могилой Ричарда установили небольшой памятник, исчезнувший, однако, не позднее середины XIX века. В это время территория монастыря была частично застроена викторианскими зданиями, и к этому времени памятник уже не существовал.

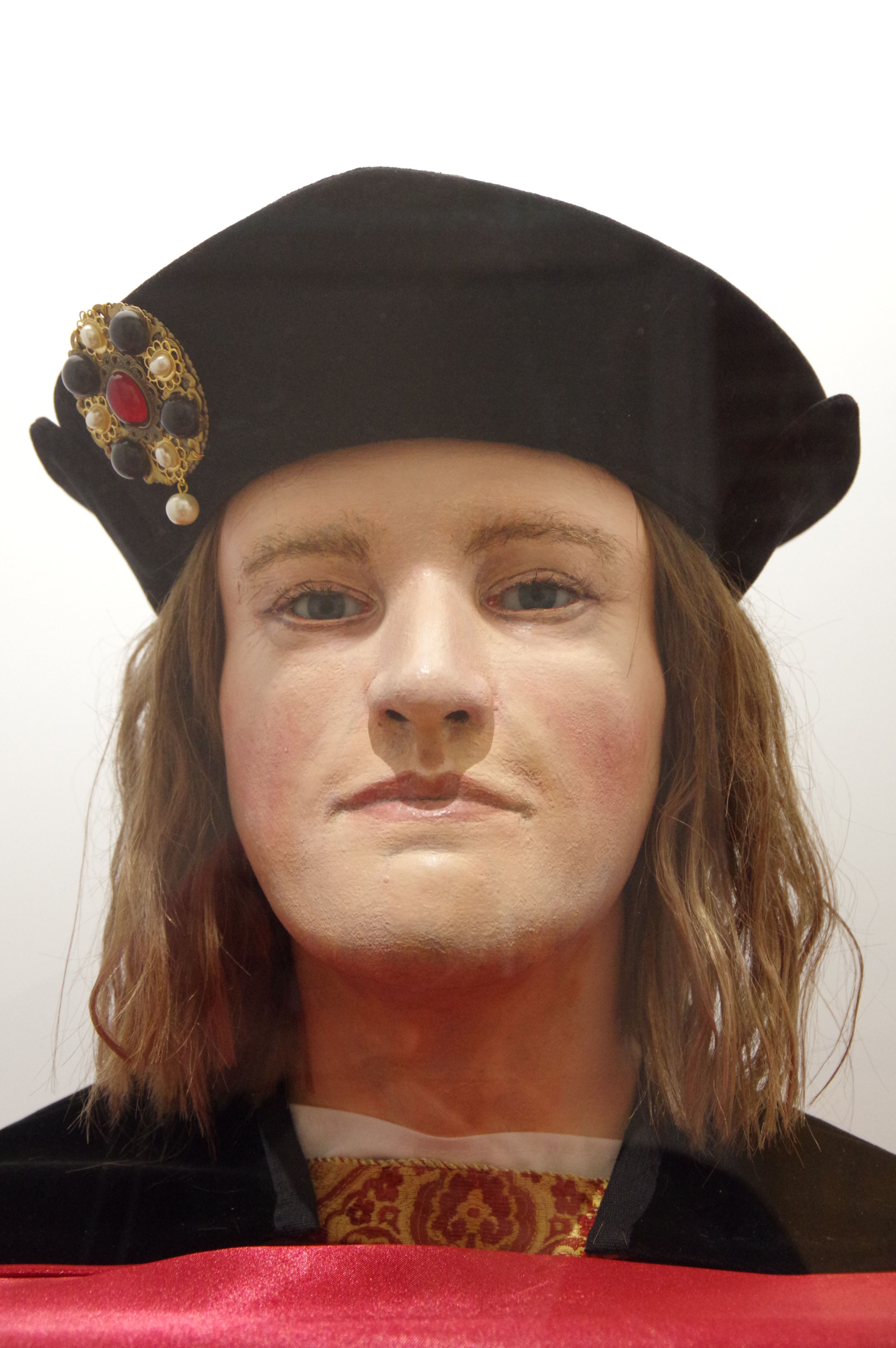
Реконструкция внешности Ричарда III

К началу XXI века территория монастыря представляла собой автостоянку рядом с викторианскими постройками, в которых сегодня находится администрация графства Лестершир. При этом только 17 % территории монастыря, примерные границы которого были установлены благодаря старинным картам, оставались незастроенными, и, соответственно, пригодными для раскопок.
Уже в 1975 году, и затем в 1986 году учёные выражали в печати надежду, что есть шанс обнаружить останки короля под автостоянкой. Однако раскопки начались только в 2012 году и практически сразу увенчались неожиданным успехом. На территории, которая, как установили археологи, являлась алтарной частью бывшего монастырского собора, было обнаружено наспех вырытое захоронение неправильной формы, в котором также наспех и неровно относительно краёв могилы, был положен труп мужчины с признаками сильного сколиоза, погибшего от травм, очевидно, полученных в бою.
Благодаря тому, что ещё до начала раскопок учёным удалось, благодаря работе с архивными данными, найти потомков Ричарда по женской линии и взять у них анализ ДНК, стало возможно провести генетический анализ.

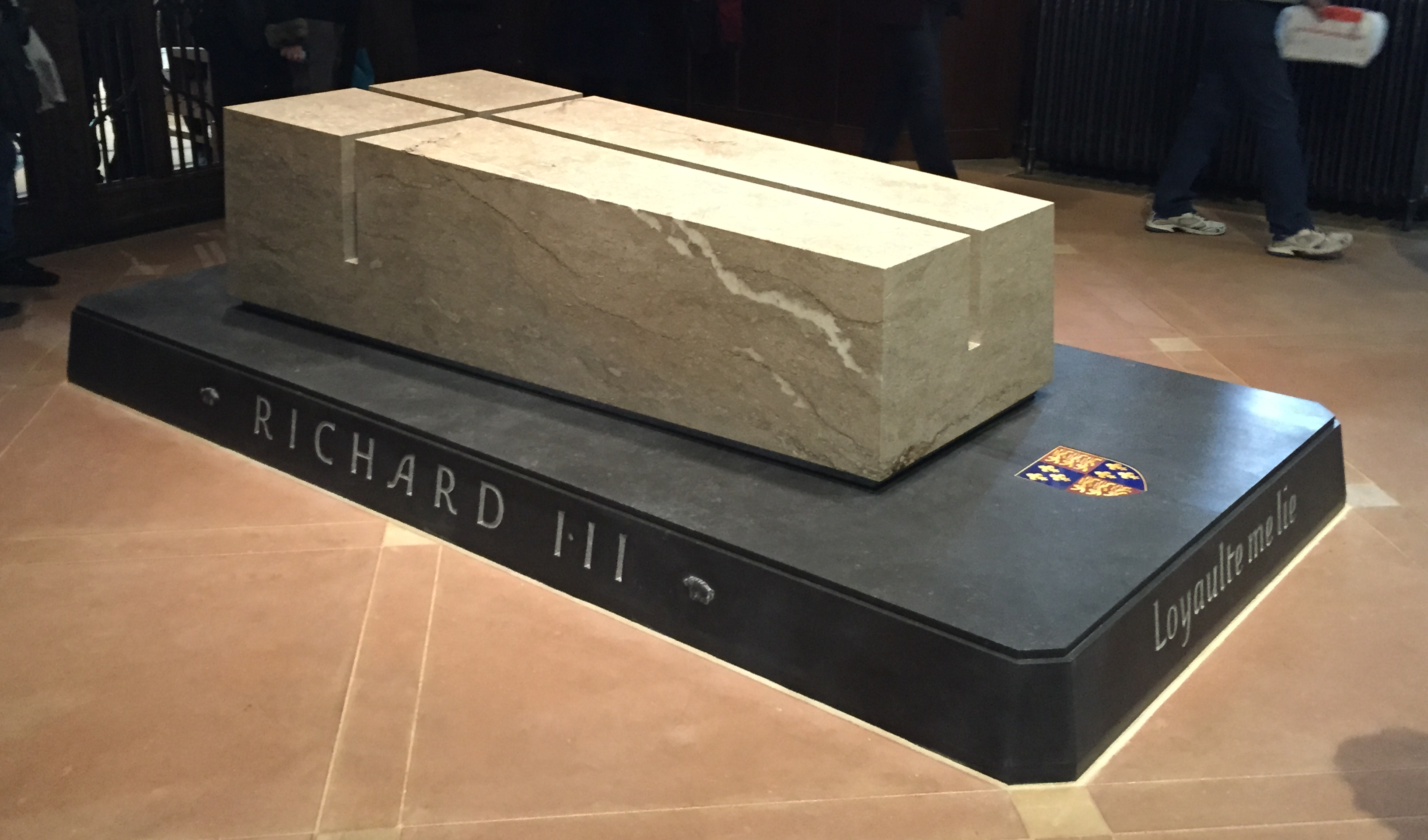
Последнее захоронение Ричарда III в кафедральном соборе Лестера. Здесь высечен его девиз Loyaulte me lie (Верность связывает меня)

После проведённой генетической экспертизы, в феврале 2013 года было объявлено, что останки, найденные на месте автостоянки в Лестере, действительно принадлежали Ричарду III. У Ричарда III была обнаружена Y-хромосомная гаплогруппа G2 и митохондриальная гаплогруппа J1c2c. На костях были найдены следы десяти ран, из них восемь на черепе; это позволило предположить, что король потерял в бою свой шлем.
В 2014 году сотрудники университета Лестера провели изучение останков короля с использованием метода компьютерно-томографической визуализации. Исследования профессора антропологии Ги Рутти показали, что скелет Ричарда III сохранил следы одиннадцати ранений. Девять из них находятся на черепе. По мнению автора исследования профессора Сары Хейнсворт, травмы демонстрируют, что Ричард подвергся длительной атаке или атаке несколькими противниками с оружием периода позднего Средневековья. Смерть наступила в результате одного из двух смертельных ранений головы — одно, вероятно, от удара меча, второе, возможно, алебарды, полэкса или билла. Скелет имеет посмертные травмы, вероятно, «осквернительного» характера.
Специалистами по костным останкам была сделана реконструкция внешнего вида короля, который оказался сходным с сохранившимися ранними (хотя и не прижизненными) портретами. При этом карликом Ричард Третий не был — его рост составлял 173 сантиметра, с учётом сколиоза несколько ниже. Не имел Ричард Третий и горба, хотя действительно страдал от сильной сутулости.
После идентификации останков в Лестере прошли пятидневные траурные мероприятия по прощанию и захоронению Ричарда III. Гроб из дуба для короля изготовил потомок короля в 17 поколении Майкл Ибсен. Актёр Бенедикт Камбербэтч, также потомок Ричарда, прочёл стихотворение во время церемонии.
Останки Ричарда III 26 марта 2015 года были перезахоронены в кафедральном соборе Лестера, несмотря на то, что 9 родственников потребовали захоронить короля в Йорке, любимом городе короля, принадлежавшего к одноимённой династии.

## Посмертная репутация
Хотя отдельные элементы «чёрной легенды» о Ричарде стали зарождаться ещё при его жизни, завершения она достигла много лет спустя после его смерти. Победитель Ричарда Генрих VII (1485—1509) заложил основу доктрины, которая разрабатывалась в трудах английских историков «тюдоровского века»: он — спаситель Англии от тирании Ричарда III, соединивший своим браком с Елизаветой, наследницей Йорков, враждовавшие дома Ланкастеров и Йорков. Тюдоровские апологеты, сознавая, что наследственные права на престол Тюдоров сомнительны, утверждали снова и снова, что Англия обязана миром, благополучием и величием лично добродетели Генриха VII, а против Ричарда была развёрнута явная кампания очернения.

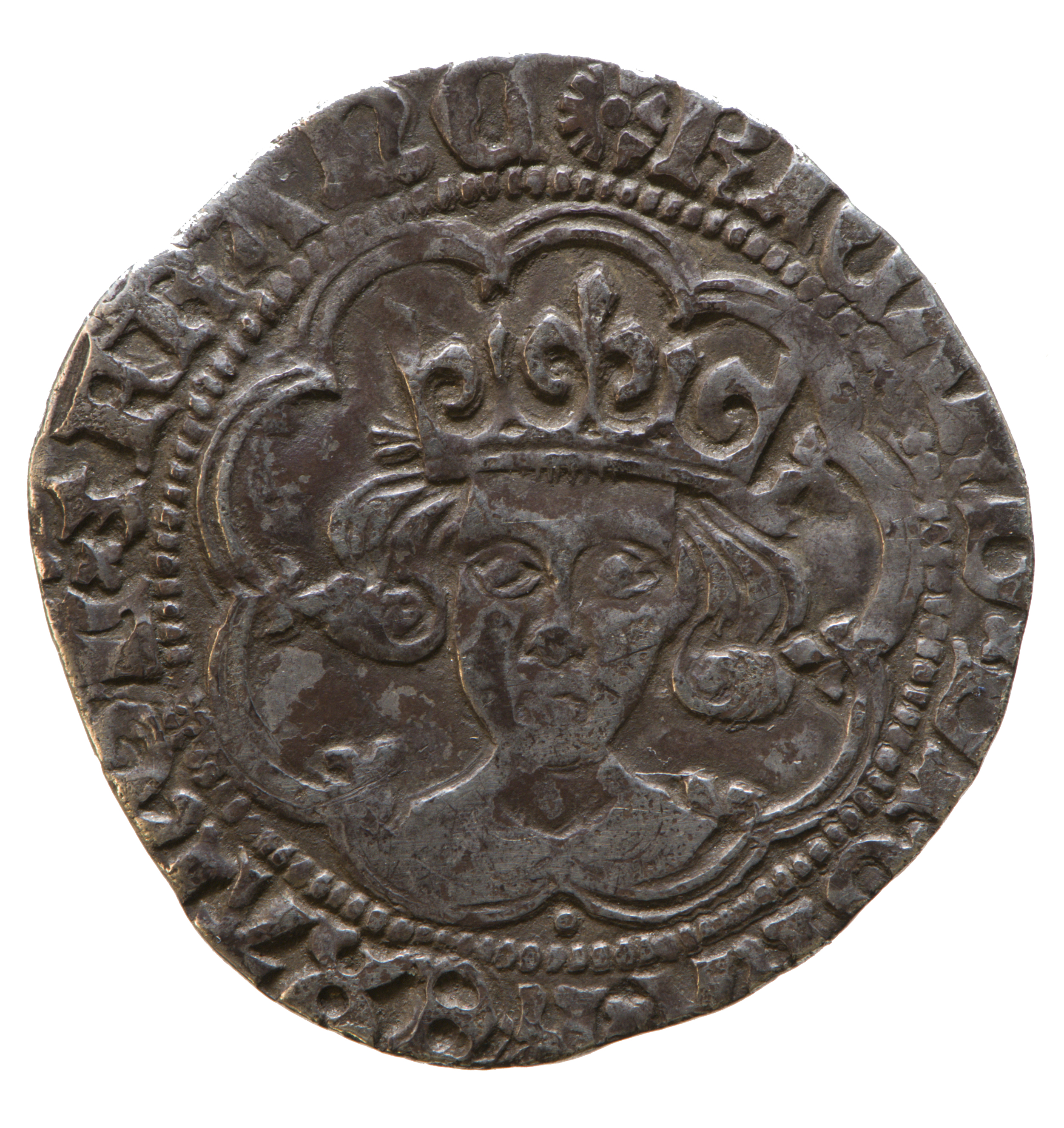
Серебряная монета 1483 года с изображением Ричарда III. Йоркширский музей

По воле Генриха VII акт парламента обвинил Ричарда «в тирании, узурпации престола и многочисленных убийствах», однако конкретные обвинения не были выдвинуты.
Лондонский купец Фабиан, автор «Новых хроник Англии и Франции» (1516), допустивший массу ошибок в описании правления Эдуарда IV и Генриха VII (в датах, именах, в последовательности событий) первым возложил на Ричарда ответственность за расправу с Генрихом VI и собственным братом герцогом Джорджем Кларенсом в тюрьме, ссылаясь на «общую молву»; он утверждает, что сыновей Эдуарда IV заключили в Тауэр и, опираясь только на «общую молву», заключает, что дядя «тайно умертвил их». Генрих VII пригласил к себе итальянца Полидора Вергилия и предложил ему написать историю Англии; Вергилий в хронике 1536 года был первым, кто прямо обвинил Ричарда также и в убийстве пленного Эдуарда Ланкастера, сына Генриха VI; вслед за Фабианом Вергилий написал, что Ричард собственноручно заколол ещё и Генриха VI.
Написанная ярко и драматично «История Ричарда III» Томаса Мора (1478—1535) завершила эту легенду. Согласно Мору, Ричард ещё при жизни брата Эдуарда IV задумал любой ценой завладеть короной, был человеком невероятно скрытным и беспринципным, мастером изощрённых интриг. Под пером Мора страдавший только сколиозом Ричард превратился ещё и в горбатого и хромого. Версия Томаса Мора получила большое влияние в британском обществе ещё и потому, что сам Томас Мор, казнённый Генрихом VIII за противодействие Реформации, и прославленный в лике святых Католической церкви, считался образцом прямоты и порядочности. Однако в момент гибели Ричарда Третьего Томасу Мору было только 8 лет. В своей работе Мор, вероятно, опирался на рассказы своего первого покровителя, кардинала Джона Мортона (1420—1500), архиепископа Кентерберийского, который являлся одним из главных противников Ричарда Третьего при его жизни и считался многими современниками[кем?] образцом личной непорядочности.
Весной 1502 года (то есть через 17 лет после гибели Ричарда в битве при Босворте) по обвинению в «секретной переписке с врагами престола» был арестован рыцарь Джеймс Тирелл, комендант крепости Гине — одной из английских баз во Франции . Верный слуга Ричарда III, Тирелл после воцарения Генриха был лишён должностей и владений, но через год был восстановлен в прежней должности коменданта. Приговорённый к смертной казни, он, согласно версии Вергилия и Мора, якобы покаялся в убийстве сыновей Эдуарда IV, совершённом им по приказу Ричарда III. Согласно его предполагаемому признанию, Ричард сразу после коронации в августе 1483 года послал к коменданту Тауэра Р. Бракенбери гонца с секретным письмом о тайной казни принцев; однако комендант отказался исполнить приказ, и тогда Ричард поручил дело лично Тиреллу, снабдив его королевским мандатом со всей полнотой власти в крепости на одни сутки; получив ключи от Тауэра, Тирелл и его сообщник-лакей наняли убийц, которые ночью задушили принцев. Тела убитых захоронили под лестницей, позднее их останки по приказу Ричарда перезахоронил где-то неизвестный священник, который вскоре умер.
Однако правительство Генриха VII не провело никакого расследования обстоятельств гибели принцев, и Тирелл был казнён за заговор против Генриха. Более того, оригинала его признания не существует, и после казни Тирелла никакого официального заявления властей о его виновности в иных преступлениях не последовало.
Авторитет и репутация Мора как честного человека оставались столь высоки на протяжении столетий, что его «История» превратилась в основной источник по описанию правления Ричарда III. Произведение Томаса Мора перепечатывалось в составе хроник Джона Хардинга, Эдуарда Холла, Джона Стоу, Рафаэля Холиншеда. Ими воспользовался и Шекспир в своих пьесах-хрониках: предложенная Мором версия смерти принцев стала общепринятой вскоре после постановки его трагедии «Ричард III». К тому же, шекспировский злодей стал старше своего прототипа самое малое лет на пятнадцать, превращаясь в участника всех событий царствования Генриха VI и войн Роз (начиная с битвы при Блекхите в 1452 году) и в живое олицетворение всех смут и беспорядков XV века.
Благодаря гению Шекспира, помноженному на репутацию Мора, версия врагов Ричарда превратилась в практически незыблемый канон, а сам Ричард Третий — один из многих средневековых монархов, пришедших к власти при сомнительных обстоятельствах, но сделавших много хорошего, — стал восприниматься как главный антигерой британской истории. Хотя уже с XVII в. в печати появлялись работы, излагающие иной взгляд на события, образ Ричарда как безжалостного захватчика власти оставался доминирующим вплоть до середины XX века.
Так, философ и историк XVIII века Дэвид Юм описал его как человека, который использовал обман, чтобы скрыть «свою жестокую и дикую природу» и который «отказался от всех принципов чести и человечности». Юм признаёт, что некоторые историки утверждают, «что Ричард был бы хорошо подготовлен к правлению, если бы получил власть законным путём; и что он не совершил никаких преступлений, кроме тех, которые были необходимы, чтобы обеспечить сохранение короны», однако сам Юм отвергает эту точку зрения на том основании, что произвол Ричарда способствовал нестабильности в стране.
Самым значительным викторианским биографом короля был Джеймс Гэйрднер, который также написал статью о Ричарде в Национальном биографическом словаре. Гэйрднер заявлял, что он начал изучать Ричарда с нейтральной точки зрения, но позже убедился, что Шекспир и другие критики были по существу правы в своих представлениях о короле, несмотря на то, что допустили некоторые преувеличения.
Не остался, однако, Ричард и без защитников, первым из которых был Джордж Бак, потомок одного из сторонников короля, который завершил исторический рассказ о жизни Ричарда в 1619 году. Бак яростно атаковал «невероятные обвинения и злобные скандалы», которыми изобиловали писания тюдоровских историков, включая предполагаемое уродство Ричарда и совершённые им убийства. Он обнаружил утерянные архивные материалы[какие?], свидетельствующие в пользу Ричарда, но также утверждал, что видел письмо, написанное Елизаветой Йоркской, согласно которому Елизавета добровольно стремилась выйти замуж за родного дядю. Между тем, хотя книга была опубликована в 1646 г., предполагаемое письмо Елизаветы так и не было с тех пор найдено. Вместо этого, документы, которые позже были обнаружены в португальских королевских архивах, показывают, что после смерти королевы Анны послы Ричарда были отправлены в Португалию, чтобы договориться о двойном браке между Ричардом и сестрой португальского короля Жуаной, и между Елизаветой Йоркской и двоюродным братом Жуаны, герцогом Мануэлем (позже король Португалии).
Самым значительным из защитников Ричарда был Гораций Уолпол. В «Исторических сомнениях относительно жизни и правления короля Ричарда Третьего» (1768) Уолпол оспаривал все предполагаемые убийства и утверждал, что Ричард, возможно, был добросовестным монархом. Он также утверждал, что уродство Ричарда, вероятно, сводилось к незначительному искажению формы плеч. Однако под влиянием наблюдения Французской революции и революционного террора во Франции Уолпол отказался в 1793 г. от своих прежних взглядов, заявив, что теперь он считает, что Ричард мог совершить преступления, в которых он был обвинён.
Среди других защитников Ричарда были писатель Клементс Маркем, работа которого «Ричард III: его жизнь и характер» (1905) была ответом на работу Гэйрднера. Промежуточная точка зрения была высказана малоизвестным писателем Альфредом Легге в книге «Король» (1885).
Несмотря на всё это, исторический мейнстрим, изучавшийся в школах, и вошедший в массовый обиход, оставался прежним. А в 1955 году на экраны вышла самая известная экранизация трагедии Шекспира, где роль Ричарда в полном соответствии с шекспировским описанием сыграл загримированный до неузнаваемости Лоренс Оливье.
Однако к этому времени ситуация уже начала меняться. В 1951 году вышел роман «Дочь времени» писательницы Джозефины Тэй. Чисто художественное произведение, по сюжету которого прикованный к постели детектив расследует, на основе реальных фактов, биографию Ричарда Третьего, и приходит к выводу о его невиновности, привлекло огромное внимание британской публики. По версии Джозефины Тэй, опиравшейся на работы своих предшественников, в частности, Маркхэма, Елизавета Вудвилл, мать принцев, примирилась с Ричардом после его коронации по той причине, что при жизни Ричарда она не считала своих сыновей мёртвыми. По мнению Джозефины Тэй оба принца были убиты уже позже, по приказу Генриха VII Тюдора, а слух про убийства принцев их дядей был впервые пущен Джоном Мортоном, будущим архиепископом Кентерберийским, который был непримиримым противником Йорков.
С этого времени дебаты о Ричарде Третьем превратились в одну из расхожих и популярных в британской массовой культуре исторических тем. Находка останков Ричарда окончательно развеяла визуальную составляющую тюдоровской легенды — об уродливом внешнем облике короля. Это окончательно переменило мнение многих британцев. В вышедшем в 2013 году историческом сериале «Белая королева», Ричарда Третьего, уже с минимальным гримом, играл молодой и привлекательный внешне актёр Анейрин Барнард.

## Образ в искусстве

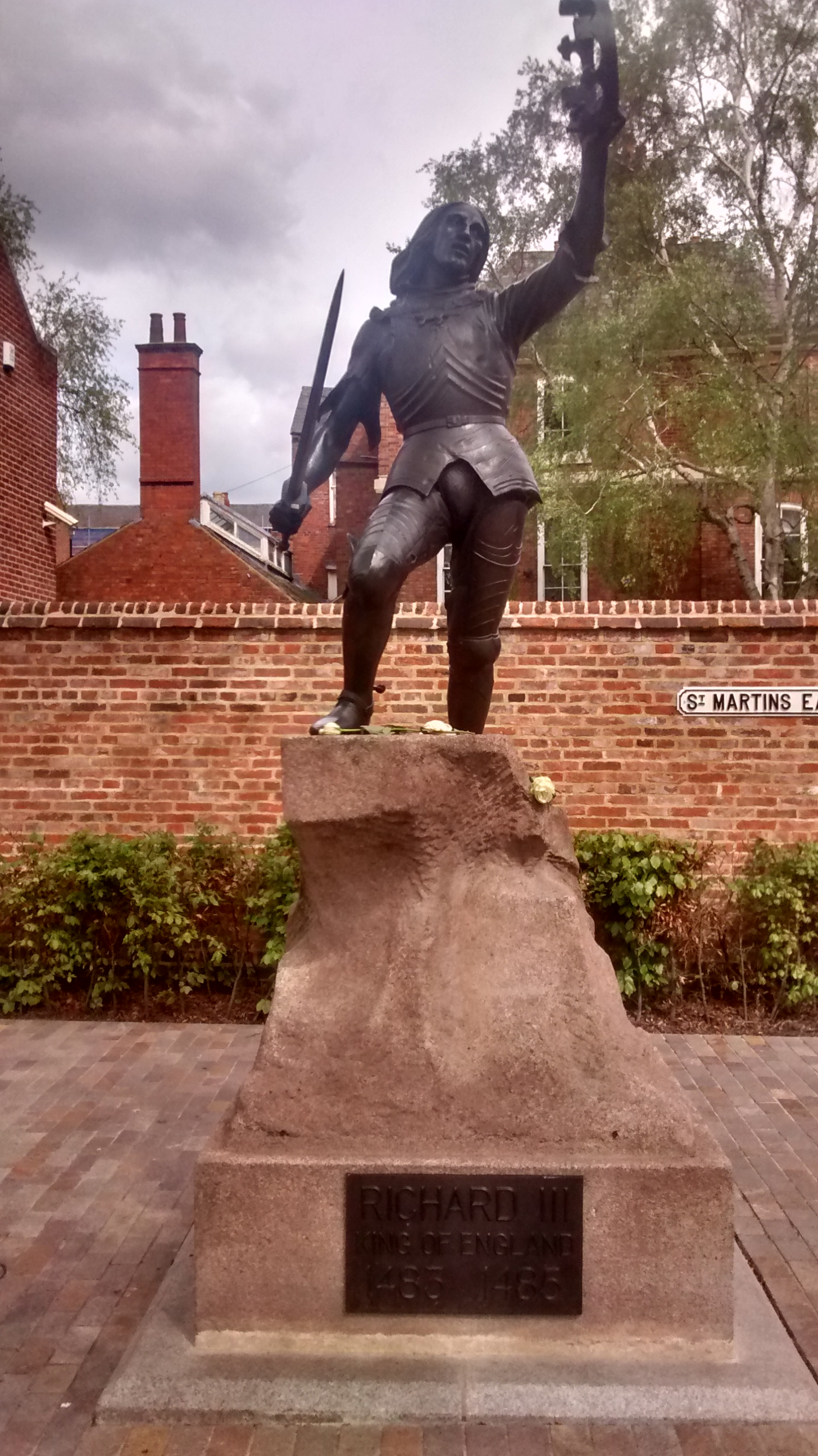
Памятник у Лестерского собора

- 1996 — песня «Richard III[англ.]» в альбоме «In It for the Money» брит-поп группы Supergrass.
- 2019 — альбом русского рэпера Замая «Ричард III».

### В литературе

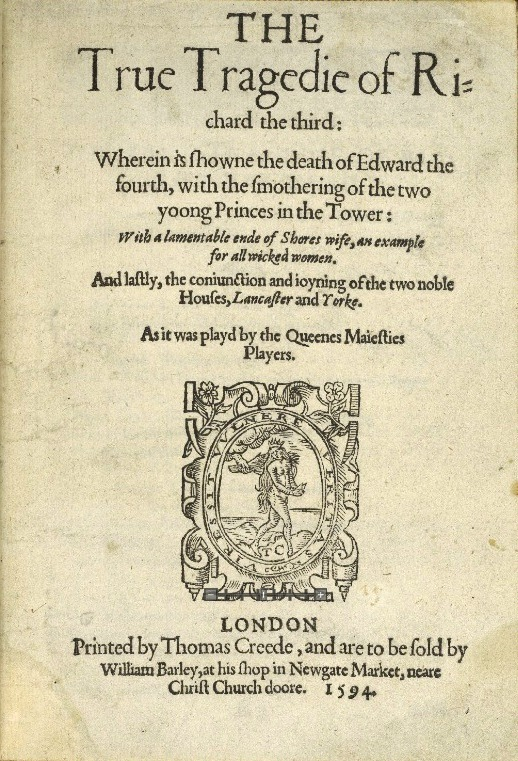
Анонимная пьеса «Настоящая трагедия Ричарда III» 1594 года (ин-кварто)

- 1591 — пьеса «Ричард III» У. Шекспира. Ричард выведен красноречивым и храбрым, но беспринципным злодеем и уродом, убивающим большое количество людей на пути к престолу.
- 1594 — анонимная пьеса «Истинная трагедия Ричарда III».
- 1714 — пьеса «The Tragedy of Jane Shore» Николаса Роу изображает Ричарда тираном, подражая Шекспиру.
- 1774 — стихотворение «Richard Plantagenet a legendary tale» Томаса Халла[англ.].
- 1888 — повесть «Чёрная стрела» Р. Л. Стивенсона.
- 1929 — роман «Дикон[англ.]» Марджори Боуэн. Автор вырисовывает положительный образ Ричарда.
- 1938 — в романе Патрика Карлтона «Под вепрем» (Under the Hog) Ричард является главным положительным героем.
- 1951 — детективный роман «Дочь времени» Джозефины Тэй. Главный герой — инспектор Скотленд-Ярда Алан Грант — лёжа в больнице, с помощью друзей от скуки начинает расследование обстоятельств убийства племянников Ричарда и приходит к выводу, что принцев приказал убить Генрих VII.
- 1968 — роман «Белый вепрь» английской писательницы Мэриан Палмер. Автор относится к Ричарду и его сторонникам с симпатией. Ричард III является одним из главных действующих лиц.
- 1968 — роман «Ричард милостью Божьей» (Richard by the grace of God) Б. Ханиман. Автор использует реальные документы эпохи.
- 1976, 1978 — романы «Немного жаль» (Some touch of pity) и «Колесо Фортуны» (Fortune’s wheel) Р. Эвардса посвящены короткому царствованию Ричарда, его юности и браку с Анной Невилл.
- 1980 — 2016 — исторический цикл «Династия» английской писательницы Синтии Хэррод-Иглз[англ.]. Ричард III выведен одним из положительных персонажей события Войны Алой и Белой роз.
- 1980 — роман «Тот, кто выдаёт себя за короля» (He who plays the king) Мэри Хокинг. Повествование идёт параллельно с детства истории Ричарда и Генри Тюдора.
- 1982 — роман «Солнце во славе» американской исторической романистки Шэрон Кей Пенман. Ричард изображён как хороший, но непонятый и оклеветанный правитель.
- 1990 — роман «Обречённая на корону» английской писательницы Джин Плейди (Виктории Холт). Также Ричард фигурирует в других романах писательницы («Алая роза Анжу» и «Дочь ювелира»).
- 1994 — цикл мелодрам «Анна Невилл» Симоны Вилар (Натальи Гавриленко). Автор следует шекспировской традиции в изображении короля Ричарда, который является центральным персонажем цикла.
- с 1996 — по словам Джорджа Мартина, автора эпопеи Песнь Льда и Пламени, прототипом Тириона Ланнистера[39] послужил Ричард III (хотя, как признался автор, этот образ также и автобиографичен, хотя сам писатель выше его ростом[39]).
- с 2001 — Ричард III является прототипом Александра Тагэрэ, одного из главных персонажей фэнтези-цикла «Хроники Арции» российской писательницы Веры Камши.
- 2006 — роман «Придворная дама» (Lady in waiting) Юнис Уормалд посвящён Анне Невилл.
- 2010 — роман «Невинная вдова» английской писательницы Анны О’Брайен. Действие романа охватывает период 1462—1472 годы и рассказывает историю любви юного герцога Глостера и леди Анны Невилл.
- 2013 — роман «Ричард III» российской писательницы Светланы Кузнецовой. Автор относится к Ричарду и его сторонникам с симпатией.
- 2009-12 — Ричард III является одним из главных действующих лиц цикла «Война кузенов» по Войне Роз английской писательницы Филиппы Грегори.
- 2020 — стихотворение «Памяти Ричарда III»[40], американского писателя и поэта Джорджа Юрия Райта.

Ричард III является главной темой научно-популярных книг английской историка и писательницы Элисон Уэйр, придерживающейся традиционной трактовки образа Ричарда как узурпатора и детоубийцы: «The Princes in the Tower» / «Принцы в Тауэре» (1992), «Lancaster and York — The Wars of the Roses» / «Ланкастеры и Йорки: Война Роз» (1995), «Richard III and The Princes In The Tower» / «Ричард III и принцы в Тауэре» (2014).

### В кино
- 1908 — немой фильм «Ричард III»; в роли Ричарда III — Уильям Рэноус. Экранизация пьесы Шекспира.
- 1911 — немой фильм «Ричард III»; в роли Ричарда III — Фрэнк Бенсон[англ.]. Экранизация пьесы Шекспира.
- 1912 — немой фильм «Ричард III[англ.]» (США); в роли Ричарда III — Фредерик Уорд[англ.]. Ранняя американская экранизация Шекспира.
- 1915 — немой фильм «Джейн Шор»; в роли Ричарда III — Рольф Лесли[англ.]. Экранизация пьесы Николаса Роу.
- 1929 — «Спектакль спектаклей[англ.]» (США); в роли Ричарда III — Джон Берримор. Генрих VI, часть 3.
- 1939 — «Башня смерти» (США); в роли Ричарда III — Бэзил Рэтбоун. Вольная адаптация пьесы Шекспира
- 1948 — «Чёрная стрела[англ.]» (США) режиссёра Гордона Дугласа; в роли Ричарда III — Лоуэлл Гилмор. Экранизация романа Стивенсона.
- 1955 — «Ричард III» (Великобритания). Режиссёр и исполнитель роли Ричарда III — Лоренс Оливье. Экранизация пьесы Шекспира.
- 1962 — «Башня смерти» (США), вольный ремейк фильма 1939 года, в роли Ричарда III — Винсент Прайс.
- 1968 — «Чёрная стрела[итал.]» (Италия) режиссёра А. Д. Маджано[итал.]. Роль Ричарда III исполнил Адальберто Мария Мерли.
- 1979 — фильм-спектакль «Ричард III» (СССР); в роли Ричарда III — Чхиквадзе Р. Г. Постановка пьесы Шекспира.
- 1983 — комедийный телесериал «Чёрная Гадюка» (Великобритания); в роли Ричарда III — Питер Кук.
- 1983 — «BBC Television Shakespeare[англ.]» (Великобритания); в роли Ричарда III — Рон Кук[англ.].
- 1985 — «Чёрная стрела» (СССР) режиссёра Сергея Тарасова; в роли герцога Глостерского, будущего Ричарда III — Александр Филиппенко.
- 1986 — «Ричард III» (Франция); в роли Ричарда III — Ариэль Гарсия Вальдес. По пьесе Шекспира.
- 1989 — «The Wars of the Roses» (Великобритания); в роли Ричарда III — Эндрю Ярвис.
- 1995 — «Ричард III» (Великобритания) режиссёра Ричарда Лонкрейна; в роли Ричарда III — Иэн Маккеллен. Экранизация пьесы Шекспира.
- 1996 — докудрама «В поисках Ричарда» (США). Режиссёр и исполнитель роли Ричарда III — Аль Пачино. Экранизация отдельных сцен из пьесы Шекспира.
- 2005 — осовремененная постановка «Ричарда III» (Великобритания), поставленная в Брайтоне. В роли Ричарда III — Джейми Мартин.
- 2007 — осовремененная экранизация «Ричард III[англ.]» (США) Скотта Андерсона; в роли Ричарда III — Джейми Мартин.
- 2013 — телесериал «Белая королева» (Великобритания, США); в роли Ричарда III — Анейрин Барнард.
- 2016 — телевизионный фильм «Ричард III» (Великобритания); в роли Ричарда III — Бенедикт Камбербэтч. Экранизация исторической хроники Шекспира
- 2022 — художественный фильм «Пропавший король» (Великобритания); в роли Ричарда III — Гарри Ллойд. История об обнаружении останков Ричарда III.

#### Документальные фильмы
- 1976 — «Who Killed the Princes in the Tower?» (Великобритания) из серии «Second Verdict[англ.]» от Би-би-си.